# Брессон, Робер
Робе́р Брессо́н (фр. Robert Bresson [ʁɔˈbɛʁ bʁɛˈsɔ̃], 25 сентября 1901 года, Бромон-Ламотт, Овернь — 18 декабря 1999 года, Дру-сюр-Друэтт, Эр и Луар) — французский кинорежиссёр и сценарист.
Известный своим аскетичным подходом, Брессон сделал заметный вклад в искусство кино; из-за использования им непрофессиональных актёров, эллипсисов и редкого употребления музыки его фильмы считаются выдающимися примерами минималистского кинематографа.
Брессон входит в число наиболее влиятельных французских режиссёров всех времён. Творчество режиссёра отмечено многочисленными наградами, среди которых премия Европейской киноакадемии «Феликс» (1994) и премия Рене Клера за совокупность творчества (1995). О режиссёре сняты документальные фильмы «Робер Брессон — невидимый и неведомый» (1965)  и «Путь к Брессону» (1984) . Фильмы «Приговорённый к смерти бежал» (1956), «Карманник» (1959) и «Наудачу, Бальтазар» (1966) вошли в список ста лучших фильмов в истории по версии опроса критиков журналом Sight & Sound в 2012 году. Другие его фильмы, такие как «Мушетт» (1967) и «Деньги» (1983), также получили много голосов.

## Биография и творчество
Брессон родился в Бромон-Ламотте, Пюи-де-Дом, в семье Мари-Элизабет и Леона Брессон. О его ранней жизни известно мало. Получив образование в лицее Лаканаль в Со, О-де-Сен, близ Парижа, он посвятил себя живописи. На его творчество с молодости повлияли католицизм, искусство и опыт военнопленного. Позже Брессон жил в Париже, на острове Сен-Луи (49 quai de Bourbon).
Будучи изначально фотографом, Брессон снял свой первый короткометражный фильм («Дела общественные») в 1934 году. Во время Второй мировой войны он провёл полтора года в немецком лагере для военнопленных — этот опыт отобразится в фильме «Приговорённый к смерти бежал». В лагере он познакомился с отцом Брюкберже, с которым разработал идею своего первого игрового фильма «Ангелы греха», снятого в 1943 году. За свою полувековую карьеру Брессон снял только тринадцать полнометражных фильмов. В этом сказались как его скрупулёзный подход к процессу съёмок, так и трудности с поиском финансирования.
Хотя многие авторы заявляли, что Брессон называл себя «христианским атеистом», ни один источник не подтверждает это утверждение, и неясны обстоятельства, при которых он мог бы это сказать. Напротив, в интервью 1973 года Брессон говорит:
У меня есть чувство, что Бог везде, и чем больше я живу, тем больше я вижу его в природе, в сельской местности. Когда я вижу дерево, я вижу, что Бог есть. Я пытаюсь поймать и передать идею того, что у нас есть душа и эта душа находится в контакте с Богом. Это главная вещь, которой я хочу добиться в моих фильмах.
Брессона часто обвиняли в том, что он «живёт в башне из слоновой кости». Критик Джонатан Розенбаум, поклонник его фильмов, утверждал, что Брессон был «загадочной, отстранённой фигурой», и писал, что на съёмках «Четырёх ночей мечтателя» (1971) он «был более отдалён от своей команды, чем любой другой режиссёр, которого я когда-либо видел за работой; его вдова, бывшая ассистентка режиссёра, Милен ван дер Мерш, часто передавала его указания».

## Темы
В фокусе раннего творчества Брессона находится идея отделения языка кино от языка театра, который сильно полагается на артистическое исполнение. В рамках своей техники «актёр-модель» («натурщик»), Брессон заставлял актёров повторять множество дублей каждой сцены, пока не исчезнут последние признаки «представления» и не останется сдержанный эффект, который воспринимался бы одновременно трудноуловимым и чистым. Этот приём вместе с брессоновским ограничением в использовании киномузыки окажет значительное влияние на минималистский кинематограф. В академическом журнале CrossCurrents Шмуэль Бен-Гад пишет:
Моделям Брессона веришь: они как люди, которых мы встречаем в жизни, — более или менее непрозрачные создания, которые разговаривают, двигаются и жестикулируют. […] Актёрская игра, с другой стороны, вне зависимости от того, насколько она натуралистична, активно искажает или выдумывает человека, накладывая на него покрытие или фильтр, представляя его упрощённую версию и не позволяя камере уловить человеческую глубину актёра. Поэтому то, в чём Брессон видит сущность киноискусства, достижение творческого превращения, причастное всякому искусству благодаря игре образов реальных вещей, уничтожается выдумкой актёрской игры. Для Брессона тогда актёрская игра, как музыка под настроение и экспрессивная операторская работа, – это просто ещё один способ искажения реальности или выдумки, которого надо избегать.
Кинокритик Роджер Эберт писал, что из режиссёрского стиля Брессона родились фильмы «великой страсти: поскольку эмоции актёры не отыгрывают, зрители могут их интернализировать».
Некоторым кажется, что тематические структуры большинства фильмов Брессона обусловлены его католическими воспитанием и системой верований. В этой интерпретации постоянные темы включают спасение, искупление, размышления о человеческой душе и метафизическое возвышение над ограниченным и материалистичным миром. Например, в фильме «Приговорённый к смерти бежал» на первый взгляд простой сюжет побега военнопленного может быть прочитан как метафора мистического процесса спасения.
Фильмы Брессона можно также понимать как критику французского общества и мира в целом; каждый из них предлагает сочувственный, сентиментальный взгляд на его жертв. То, что главные герои последних фильмов Брессона, «Вероятно, дьявол» (1977) и «Деньги» (1983), приходят к схожим тревожным выводам о жизни, свидетельствует, по мнению некоторых, о чувствах режиссёра по отношению к виновности современного общества в распаде личности. Действительно, о своей более ранней героине он говорил: «Мушетт даёт свидетельство страдания и жестокости. Её можно найти везде: войны, концентрационные лагеря, пытки, убийства».
В 1975 году Брессон опубликовал «Заметки о кинематографе», в которых утверждает уникальный смысл понятия «кинематограф». Для него «кинематограф» — высшая функция кино. Если фильм в своей сущности есть «всего лишь» заснятый театр, то кинематограф — это попытка создать новый язык движущихся картинок и звуков.

## Признание

### В мире
Брессона иногда называют «святым покровителем» кино – не только из-за сильных католических тем, которые можно найти в его работах, но и благодаря заметному вкладу в киноискусство. Его стиль можно опознать по использованию звука, связывающего выбранные звуки с образами или персонажами; по обнажению сущности драматической формы скромным использованием музыки; по работе почти исключительно с непрофессиональными актёрами в рамках известного метода «модели». Брессон оказал влияние на ряд многих кинорежиссёров, включая Андрея Тарковского, Михаэля Ханеке, Джима Джармуша, братьев Дарденн, Аки Каурисмяки и Пола Шредера, чья книга «Трансцендентальный стиль в кино: Одзу, Брессон, Дрейер» включает детализированный критический анализ фильмов режиссёра. Андрей Тарковский был очень высокого мнения о Брессоне, называя его и Ингмара Бергмана двумя своими любимыми режиссёрами. В книге «Запечатлённое время» Тарковский пишет: «Брессон, может быть, единственный человек в кино, который достиг полного слияния своей практики с предуготованной им самим концепцией, теоретически оформленной». В десятке своих любимых фильмов Тарковский называл сразу две работы Брессона — «Дневник сельского священника» и «Мушетт».
Книга Брессона «Заметки о кинематографе» (1975) — одна из наиболее влиятельных книг о теории кино и кинокритике. Его теория кино заметно повлияла на других режиссёров, особенно на французскую новую волну.
В 2018 году производное прилагательное от фамилии режиссёра Bressonian было включено в Оксфордский словарь английского языка.

### Французское кино
Брессон противостоял устоявшейся в довоенном французском кинематографе «традицию качества» (Tradition de la Qualité) предложением своего ответа на вопрос «что такое кино?» и оттачиванием собственного аскетического стиля, чем завоевал высокую позицию среди основателей французской новой волны. Часто его (наравне с Андре Базеном и Александром Астрюком) называют одним из главных теоретических вдохновителей французской новой волны. Пионеры новой волны часто восхваляли Брессона и указывали на него как на предшественника или предвосхитителя движения. Однако Брессон не был ни настолько откровенным экспериментатором, ни настолько открыто политичным, как режиссёры новой волны, а его религиозные взгляды (католицизм и янсенизм) не были бы привлекательны для большинства связанных с движением режиссёров.
Во время разработки теории авторского кино Франсуа Трюффо называл Брессона в числе нескольких режиссёров, к которым термин «автор» может быть применён без натяжек, и позже называет его исключительным примером режиссёра, который мог подойти даже к так называемым «неснимаемым» сценам, имея в своём распоряжении сюжет фильма. Жан-Люк Годар также смотрел на Брессона с восхищением («Робер Брессон – это французское кино, как Достоевский – это русский роман, а Моцарт – немецкая музыка»). Оливье Ассаяс говорит: «Сценарист и режиссёр Ален Кавалье сказал, что у французского кино есть отец и мать: отец – это Брессон, а мать – Ренуар, и Брессон представляет строгость закона, а Ренуар – тепло и щедрость. Всё хорошее французское кино так или иначе имело и будет иметь связь с Брессоном».

## Фильмография
- 1934 — Дела общественные / Les affaires publiques, короткометражный
- 1943 — Ангелы греха / Les Anges du péché, сценарий в соавторстве с Жаном Жироду, Большая премия Французского кино
- 1945 — Дамы Булонского леса / Les Dames du Bois de Boulogne, по роману Дидро «Жак-фаталист», диалоги Жана Кокто
- 1951 — Дневник сельского священника / Le Journal d’un curé de campagne, по роману Жоржа Бернаноса, премия Луи Деллюка
- 1956 — Приговоренный к смерти бежал / Un condamné à mort s’est échappé ou Le vent souffle où il veut, Приз за лучшую режиссуру Каннского кинофестиваля, премия Французской киноакадемии
- 1959 — Карманник / Pickpocket, премия Французской киноакадемии за лучший фильм
- 1962 — Процесс Жанны д'Арк / Procès de Jeanne d’Arc, Специальный приз жюри Каннского кинофестиваля (совместно с Микеланджело Антониони, режиссёром фильма «Затмение»)
- 1966 — Наудачу, Бальтазар / Au hasard Balthazar, премия Жоржа Мельеса
- 1967 — Мушетт / Mouchette, по повести Жоржа Бернаноса, премия Ж. Мельеса
- 1969 — Кроткая / Une femme douce, по рассказу Достоевского, премия кинофестиваля в Сан-Себастьяне
- 1971 — Четыре ночи мечтателя / Quatre nuits d’un rêveur, по повести Достоевского «Белые ночи», премия Британского киноинститута
- 1974 — Ланселот Озёрный / Lancelot du Lac
- 1977 — Вероятно, дьявол / Le Diable probablement, Специальный приз жюри «Серебряный медведь» Берлинского кинофестиваля
- 1983 — Деньги / L’Argent, по повести Льва Толстого «Фальшивый купон», Приз за режиссуру Каннского кинофестиваля (вместе с Андреем Тарковским, режиссёром фильма «Ностальгия»), приз Союза американских кинокритиков

## Брессон о кино
- Notes sur le cinématographe. Paris: Gallimard, 1975.
  - Брессон, Робер. Заметки о кинематографе (перевод Натальи Шапошниковой), В сборнике «Робер Брессон. Материалы к ретроспективе фильмов, декабрь 1994». М. «Музей кино» стр. 6-43
  - Брессон, Робер. Заметки о кинематографе [пер. с фр. М. Одэль]. М.: Rosebud Publishing, 2017. 100 с.

## О Брессоне
- Briot R. Robert Bresson. Paris: Ed.du Cerf, 1957.
- Estève M. Robert Bresson. Paris: Editions Seghers, 1962.
- Sontag S. Spiritual Style in the Films of Robert Bresson// Sontag S. Against Interpretation. New York: Dell Publishing Co, 1969, p. 181-198.
  - Сонтаг С. Духовный стиль фильмов Робера Брессона [пер. Нины Цыркун]// Она же. Против интерпретации и другие эссе. М.: Ад Маргинем Пресс, 2014. С. 190-208.
- The Films of Robert Bresson/ Ian Cameron, ed. New York: Praeger Publishers, 1970.
- Schrader P. Transcendental Style in Film: Ozu, Bresson, Dreyer . Berkeley: University of California Press, 1972.
- Sloan J. Robert Bresson: A Guide to References and Resources. Boston: G.K. Hall, 1983
- Arnauld Ph. Robert Bresson. Paris: Cahiers du cinema, 1986.
- Hanlon L. Fragments: Bresson’s Film Style. Cranbury: Associated University Presses, 1986.
- Sémolué J. Bresson, ou, L’acte pur des métamorphoses. Paris: Flammarion, 1993
- Reader K. Robert Bresson . Manchester: Manchester UP, 2000.
- Cunneen J.E. Robert Bresson: A Spiritual Style in Film. New York: Continuum International Pub. Group, 2003.